# Bleekrodea madagascariensis
Bleekrodea madagascariensis är en mullbärsväxtart som beskrevs av Carl Ludwig von Blume. Bleekrodea madagascariensis ingår i släktet Bleekrodea och familjen mullbärsväxter. Inga underarter finns listade i Catalogue of Life.